# Reborn!
Reborn! (jap. 家庭教師ヒットマンREBORN!, Katekyō Hittoman REBORN!, wörtlich „Privatlehrer Auftragskiller Reborn“) ist ein japanischer Manga der Mangaka Akira Amano. Der Manga erscheint auch auf Deutsch und wurde als Anime-Fernsehserie umgesetzt. Der Manga lässt sich den Genres Shōnen, Action, Fantasy und Komödie zuordnen.
Die Geschichte handelt von Tsunayoshi Sawada, dessen Leben durch den Nachhilfelehrer Reborn auf den Kopf gestellt wird.

## Handlung
Tsunayoshi Sawada (沢田綱吉) ist schlecht in der Schule, unsportlich, nicht sehr beliebt und deshalb auch nicht selbstbewusst. So traut er sich nicht, seine Mitschülerin Kyōko Sasagawa (笹川 京子) anzusprechen und wird meist „Nichts-Nutz-Tsuna“ genannt.
Das ändert sich, als seine Mutter den vermeintlichen Nachhilfelehrer Reborn (リボーン) engagiert. Dieser ist ein Auftragsmörder und soll Tsuna, wie er ihm erklärt, zum zehnten Oberhaupt einer der einflussreichsten Mafiafamilien, der Vongola-Familie, ausbilden. Hilfreich sind dabei Reborns spezielle Kugeln, die Tsuna für kurze Zeit mit übermenschlichen Kräften ausstatten.
Im Zuge der Ausbildung provoziert Reborn immer wieder für Tsuna gefährliche Situationen, darunter Kämpfe gegen übermächtige Gegner. Zunächst beschränken sich die Auseinandersetzungen auf Mitschüler, die sich beeindruckt von Tsunas Fähigkeiten seiner "Familie" anschließen. Später werden andere Mafiafamilien auf Tsuna aufmerksam und auch innerhalb von Vongola entbrennt ein Kampf um die Nachfolge des Neunten.

## Charaktere
Tsunayoshi Sawada
Tsunayoshi (genannt: Tsuna) gilt als der größte Versager an seiner Schule. Er ist in jedem Fach äußerst schlecht und ist auch bei kaum jemandem sonderlich beliebt. Er lebt mit seiner Mutter in Namimori (Japan), sein Vater gilt zu Beginn der Handlung als verschwunden. Als er vom Auftragskiller Reborn erfährt, dass er das jüngste Mitglied eines äußerst mächtigen Mafia-Clans, der Vongola-Familie, ist, ändert sich sein Leben völlig.
Reborn bildet ihn nach und nach zu einem Mafioso aus, denn Tsuna wurde auserwählt, eines Tages das neue und zehnte Familienoberhaupt der Vongola zu werden. Tsuna hält anfangs nichts von der Idee, ein Mafia-Boss zu werden und stellt sich auch denkbar ungeschickt an. Doch er gewinnt neue Freunde und wird mit der Zeit auch ein immer mächtigerer Kämpfer. In ihm fließt das Blut der Vongola, das allmählich durchschlägt. Es wird immer deutlicher, dass er in irgendeiner besonderen Verbindung zum ersten Vongola-Familienoberhaupt steht. Im späteren Verlauf der Serie bekommt er als Boss den Vongola-Himmelring.
Reborn
Reborn ist ein Profikiller aus Italien, der vom 9. Boss der Vongola-Familie nach Japan geschickt wird, um dort Tsuna zu einem fähigen Boss zu erziehen. Er hat das Aussehen eines Babys in einem Mafia Anzug, ist in Wahrheit jedoch ein Erwachsener, der zur Gruppe der Arcobaleno gehört. Diese Kinder sind eine Gruppe innerhalb der Mafia, die als Träger der Arcobaleno Schnuller dienen. Reborn hat teils sehr eigenwillige Methoden, Tsuna zu erziehen, und bringt ihn und dessen Freunde immer wieder in gefährliche und verrückte Situationen. Dabei beabsichtigt Reborn jedoch nie etwas böses, sondern bringt dadurch Tsuna und dessen Freunde näher zusammen und bringt Tsuna dazu, immer wieder über seinen Schatten zu springen.
Reborn agiert kaum als aktiver Kämpfer, sondern ist eher eine Art Kommentator, der im Lauf der Geschichte die Kämpfe kommentiert und analysiert. Reborns wahrer Name ist unbekannt.
Hayato Gokudera
Hayato Gokudera ist Tsunas erster Untergebener und Freund. Nachdem Tsuna ihn vor seinen eigenen Waffen – Dynamit – rettet, ist er diesem unendlich dankbar und erklärt sich von diesem Tag an zu Tsunas Rechter Hand und droht allen, die Tsuna zu nahe treten. Gokudera ist auf Bomben spezialisiert, weswegen er den Spitznamen Hurrican Bomb Hayato (Smokin' Bomb im Manga) hat. Bei den Mädchen ist Gokudera äußerst beliebt, da er einerseits in allen Test stets die volle Punktzahl erreicht, andererseits sich cool und unantastbar gibt. Wo er zu Beginn der Geschichte noch verschlossen war, so öffnet sich Gokudera nach und nach Tsuna und ändert für diesen sogar teilweise sein Verhalten. Später wird Gokudera zu Tsunas Wächter und erhält den Vongola-Sturmring.
Zu Yamamoto pflegt Gokudera zunächst kein gutes Verhältnis, da er glaubt, dieser wolle ihm die Rolle als Rechte Hand abnehmen. Nach einer heftigen Auseinandersetzung wird ihm jedoch klar, dass Yamamoto Gokudera keinesfalls ausstechen will und beide nur für das Wohl von Tsuna kämpfen. Von diesem Moment an lernt Gokudera, Yamamoto zu vertrauen und zu respektieren.
Im Manga ist Gokudera Kettenraucher, im Anime wurde dies jedoch geschnitten. So bleibt dort unklar, wie er die Lunten seiner Bomben anzündet, wobei er in einer Episode ein Feuerzeug in der Hand hielt.
Takeshi Yamamoto
Takeshi Yamamoto ist der Sportprofi der Namimori Mittelschule und Baseballspieler aus Leidenschaft. Er geht mit Tsuna in eine Klasse und ist mit diesem gut befreundet. Yamamoto ist stets gut gelaunt und scheint alles auf die leichte Schulter zu nehmen, so glaubt er zunächst, dass alles nur ein Mafiaspiel sei und Reborn nur ein kleines Kind mit zu viel Fantasie. Durch Tsuna wird Yamamoto immer mehr in die Mafiawelt gerissen und erweist sich schnell als geborener Schwertkämpfer. So steht er Tsuna in allen wichtigen Kämpfen und Situationen bei, als Freund und Kämpfer. Wenn es um seine Freunde geht, legt Yamamoto seine heitere Persönlichkeit ab und wird schlagartig ernst. Zu Gokudera hat er eine etwas komplizierte Beziehung: Yamamoto mag Gokudera und würde diesem niemals in die Quere kommen. Doch dieser sieht ihn als Kontrahenten und stichelt immer wieder gegen Yamamoto. Erst nach einem heftigen Streit werden sich die beiden einig und lernen miteinander klarzukommen. Yamamoto wird später zu Tsunas Wächter und bekommt den Vongola-Regenring.
Im Manga wird gezeigt, wie Yamamoto Tsunas Freund wurde: Tsuna hielt Yamamoto davon ab, sich das Leben zu nehmen, da dieser sich den Arm gebrochen hatte. Für Yamamoto als Sportler brach die Welt zusammen, Tsuna jedoch macht ihm klar, dass er für so etwas nicht zu sterben braucht. Im Anime wurde dies jedoch geschnitten, so dass es unklar bleibt, wieso Yamamoto so großen Respekt und großes Vertrauen in Tsuna hat.
Lambo
Lambo (auch Heulsuse Lambo genannt) ist ein 5-jähriger Killer der Bovino Familie, der eigentlich nach Japan kommt, um Reborn zu töten. Da dies jedoch immer wieder fehlschlägt, gibt Lambo irgendwann dieses Vorhaben auf und wohnt von da an bei Tsuna. Er trägt stets einen Kuhanzug und hat sogar zwar Hörner in seinem Afro. Dort versteckt er auch allerhand Dinge, so z. B. Süßigkeiten, Granaten oder auch die Zehn-Jahres-Bazooka. Den anderen Personen geht Lambo meist auf die Nerven, weswegen er von diesen gepeinigt wird. In dieser Situation benutzt Lambo die Dekadenbazooka, was ihn mit seiner zehn Jahre ältern Persönlichkeit tauscht. Dieser Status hält für fünf Minuten. Lambo benutzt zum Kämpfen seine Hörner, in welchen er Strom speichern kann, um ihn auf Gegner zu übertragen. Lambo wird ebenfalls zu einem von Tsunas Wächtern und zum Träger des Blitzringes.
Lambo redet von sich selbst oft in der dritten Person und nennt sich Lambo-san (so viel wie Herr Lambo).
Ryohei Sasagawa
Ryohei ist ein Jahr über Tsuna und der Bruder von seinem Schwarm Kyoko. Er ist vernarrt in Boxen und versucht ständig, neue Mitglieder für den Boxclub zu bekommen. Dazu geht er oft so direkt und überrumpelnd auf die Personen zu, dass diese starr sind und so von Ryohei mitgezogen werden, auch wenn sie eigentlich nicht beitreten wollen. Ryohei hat einen sehr eigenwilligen Charakter und schließt sich Tsunas Gruppe an, nachdem dieser ihn in einem Boxkampf besiegt hat. Auch Ryohei wird zu einem Wächter von Tsuna und übernimmt die Rolle des Sonnenwächters.
Ryoheis Lebensmotto ist „EXTREM!“, weswegen er diesen Ausruf oft zusammenhanglos in den Raum wirft oder das Adjektiv für andere Begriffe einsetzt.
Kyoya Hibari
Hibari ist der Leiter des Disziplinarkomitees der Namimori-Mittelschule und wird dort von allen Schülern gefürchtet. So hat sein Club immer Sonderrechte und er kann sich als Clubraum besten Raum aussuchen. Er ist ein Einzelgänger durch und durch und hasst Menschenmassen sowie alles und jeden, der der Schule etwas antun will oder diese beleidigt. Tsuna und seine Freunde sind für ihn Schwächlinge, denen er keine Beachtung schenkt. Einzig und allein Reborn erweckt sein Interesse, da er diesen nicht mit wenigen Hieben besiegen kann. So beginnt er, angetrieben von dem Wunsch, gegen Reborn zu kämpfen, sich immer wieder in die Angelegenheit von Tsuna und Co einzumischen. Auch wenn er eigentlich nichts mit Tsuna zu tun haben möchte, wird er zu einem seiner Wächter und Träger des Wolkenringes.
Hibaris Standardspruch und gleichzeitig Drohung lautet „Kamikorosu!“, was mit „Ich werde dir die Kehle durchbeißen!“ (englisch “I’ll bite you to death!”) übersetzt wird.
Chrome Dokuro
Chrome (richtiger Name Nagi) stößt erst im Laufe der Geschichte zu Tsuna und seinen Freunden. Sie ist Mukuros einzige Verbindungsmöglichkeit zur Außenwelt, während er im Vindice-Gefängnis sitzt. Dabei brauchen sich beide jedoch gegenseitig, da Mukuro ihren Körper zur Materialisierung seiner Illusionen braucht und Chrome seine Illusionen, da diese realen Illusionen ihre fehlenden Organe ersetzten. Chrome wurde bei dem Versuch, eine Katze zu retten, von einem Auto erfasst und schwer verletzt, wodurch die Ärzte für sie eigentlich keine Chance mehr sahen. Mukuro hält sie jedoch durch seine Illusionen am leben. Sie kämpft im Kampf um die Vongolaringe an Tsunas Seite als seine Nebelwächterin.
Chromes Name "Kurōmu Dokuro" ist ein Anagramm von Mukuros Name "Mukuro Rokudō".

## Veröffentlichung

### Manga
Der Manga von Akira Amano wurde in Japan vom Shūeisha-Verlag im Mangamagazin Weekly Shonen Jump von Oktober 2004 bis November 2012 veröffentlicht. Die Kapitel wurden auch in 42 Sammelbänden zusammengefasst.
Ab Oktober 2006 erschien der Manga in Nordamerika bei Viz Media, des Weiteren erschien er auch auf Französisch bei Glénat. Auf Deutsch erschien Reborn! seit Juni 2007 dreimonatlich bei Tokyopop und ist seit Januar 2015 abgeschlossen.

### Anime
2006 produzierte das Studio Artland zum Manga eine Anime-Fernsehserie unter der Regie von Kenichi Imaizumi. Die Ausstrahlung erfolgte auf TV Tokyo ab dem 7. Oktober 2006 und endete mit der letzten Folge am 24. September 2010.

### Synchronisation
| Rolle             | japanischer Sprecher (Seiyū) |
| ----------------- | ---------------------------- |
| Reborn            | Nēko                         |
| Tsunayoshi Sawada | Yukari Kokubun               |
| Hayato Gokudera   | Hidekazu Ichinose            |
| Takeshi Yamamoto  | Suguru Inōe                  |
| Kyōya Hibari      | Takashi Kondō                |
| Ryōhei Sasagawa   | Hidenobu Kiuchi              |
| Lambo             | Junko Takeuchi               |
| Mukuro Rokudo     | Toshinobu Iida               |
| Chrome Dokuro     | Satomi Akesaka               |
| Colonnello        | Daisuke Nakamura             |
| Skull             | Tetsuya Yanagihara           |
| Viper             | Rumi Shishido                |
| Lal Mirch         | Masami Suzuki                |
| Dino              | Kenta Kamakari               |
| Bianchi           | Rie Tanaka                   |
| Doctor Shamal     | Hideto Katsuya               |
| I-Pin             | Li-Mei Chiang                |
| Kyoko Sasagawa    | Yuna Inamura                 |
| Haru Miura        | Hitomi Yoshida               |
| Hana Kurokawa     | Miki Ootani                  |
| Iemitsu Sawada    | Masami Iwasaki               |
| Nana Sawada       | Rika Fukami                  |
| Basil             | Yuka Terasaki                |
| Fuuta             | Yuuko Sanpei                 |
| Giotto (Primo)    | Daisuke Namikawa             |

### Musik
Für die Serie wurden folgende Vorspanntitel produziert:
- Drawing days von Splay
- BOYS & GIRLS von LM.C
- Dive To World von CHERRYBLOSSOM
- 88 von LM.C
- Last Cross von Masami Mitsuoka
- Easy Go von Kazuki Kato
- Funny Sunny Days von SxOxU
- Listen to the stereo!! von Going Under Ground

Ebenso wurden für die Abspanne die folgenden Titel verwendet:
- Michishirube von Keita Tachibana
- ONE NIGHT STAR von the Arrows
- Echo again von Splay
- Friend von Idling
- Sakura Addiction von Takashi Kondō & Toshinobu Iida
- Stand Up von Lead
- Ame Ato von w-inds.
- CYCLE von CHERRYBLOSSOM
- Suberidai (Slide) von Tsubasa Mori
- Sakura Rock von CHERRYBLOSSOM
- Smile for…
- Aoi Dream von Tsubasa Mori
- Yume no Manual von CHERRYBLOSSOM
- Gr8 Story von SuG
- Famiglia von D-51
- Canvas von +Plus

Zusätzlich sind noch drei CDs mit dem Soundtrack der Serie veröffentlicht worden. Die erste, Katekyō Hitman Reborn! Target 1 OST, erschien im Dezember 2006 in Japan, im April 2007 folgte Katekyō Hitman Reborn! Target 2 OST und am 20. August 2008 erschien die bislang letzte Soundtrack-CD Katekyō Hitman Reborn! Target 3 OST.

## Spiele
Auf Grundlage des Mangas entstanden vier Computerspiele. Diese sind Katekyo Hitman Reborn! DS – Shinuki Max! Vongola Carnival!!, zwei Kampfspiele unter dem Titel Katekyo Hitman Reborn Flame Rumble sowie das Spiel Hitman Reborn! Dream Hyper Battle für PlayStation 2 und Wii, das 2007 erschien. Keines der Spiele erschien außerhalb Japans.
Des Weiteren erschien ein Sammelkartenspiel zu Reborn! in Japan.